# Carlos Abadie
Carlos Abadie (* um 1970) ist ein US-amerikanischer Jazzmusiker (Trompete) des Modern Jazz, der sich auch als Musikproduzent betätigt.

## Leben und Wirken
Carlos Abadie, der aus Miami stammt, sammelte in Florida bei Melton Mustafa und Ira Sullivan erste Erfahrungen als professioneller Musiker. 1993 zog er schließlich nach New York City, wo er schon bald in der dortigen Musikszene arbeitete, u. a. in  der Jason Lindner Big Band. In den folgenden Jahren spielte Abadie mit Jazzmusikern wie Junior Mance, Louis Hayes, Illinois Jacquet, Charlie Persip, Billy Hart, Odean Pope, Jimmy Heath, Clark Terry, Ray Santos, Bobby Sanabria, Manny Oquendo und Andy Gonzalez, und weiteren Musikern der afrokubanischen und puerto-ricanischen Musik wie Nicky Marrero, Jimmy Delgado, Jerry Gonzalez, Steve Berrios, Charlie Santiago, Pedrito Martinez, Oscar Hernandez und Nelson Gonzalez. 2007 gründete er ein eigenes Quintett, mit dem er in New York City und der Tri-state area (New York, New Jersey, Connecticut) auftrat. Daneben war Abadie ab 2013 auch als Musikproduzent tätig, seine erste Arbeit war Andy Gonzalez’ Album Entre Colegas, das 2016 eine Grammy-Nominierung erhielt und auf dem Abadie selbst als Solist zu hören war. Um 2011 entstand sein Debütalbum Immersed in the Quest, Vol. 1 – Introducing the Carlos Abadie Quintet (Pursuance), an dem Joe Sucato (Tenorsaxophon), Jon Lefcoski (Piano), Jason Stewart (Bass) und Luca Santaniello (Schlagzeug) mitwirkten. Im Bereich des Jazz war er zwischen 2003 und 2013 an vier Aufnahmesessions beteiligt.

## Diskographische Hinweise
- Carlos Abadie Quintet :Immersed In the Quest, Vol. 2 – Carlito's Way! (Revolution, 2013)